# Mucești-Dănulești
Mucești-Dănulești – wieś w Rumunii, w okręgu Buzău, w gminie Buda. W 2011 roku liczyła 529 mieszkańców.